# 張聯魁

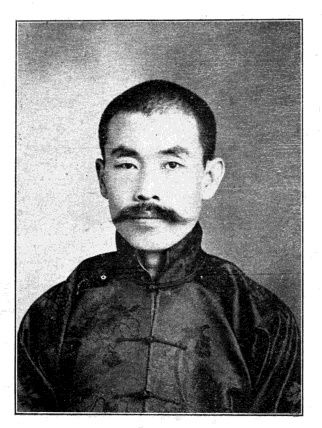
《民国之精华》中的張聯魁照片

张联魁（1880年—1961年），字星五，山西代县人，中华民国政治人物。

## 生平
张联魁，代县城内西南街人，富家子，光绪六年（1880年）生。22岁中秀才，同年入山西农业大学。毕业后，留学日本农科大学。光绪三十四年（1908年）归国，任山西高等学校教务长。宣统元年（1909年）任山西实业科长。二年、三年（1910年、1911年）先后任陕西、湖南农业学堂教员。民国元年（1912年）当选中华民国参议员。次年当选为国会议员。民国三年至七年（1914年至1918年）任北京农业专门学校教授。民国七年至二十六年（1918年至1936年），先后任北洋政府国务院咨议、经济调查局委员、山西省村政处秘书、第四统税局局长、省立第五师范教员等职。
张联魁历任山西省议会议员、国会参议院议员、北京农业专门学校学监主任、教员。
抗日战争开始后，他任中华民国临时政府山西省政府建设厅厅长等职。
民国三十四年（1945年）回代县城家居。1952年迁居北京，1961年在呼和浩特市去世。